# Esguevillas de Esgueva
Esguevillas de Esgueva è un comune spagnolo di 357 abitanti situato nella comunità autonoma di Castiglia e León.